# منتخب ياب لكرة القدم
منتخب ياب لكرة القدم هو منتخب تأسس في عام 1925 وهذا المنتخب يعود لدولة ياب واسمه منتخب ياب لكرة القدم او اتحاد ياب لكرة القدم.

## التاريخ
لم يسبق ولا مرة لمنتخب ياب ان يدخل كأس العالم ولو لمرة واحدة حتى ولم يدخل تصفيات كأس العالم نهائياً

### اكبر خسارة لمنتخبياب
اكبر خسر لمنتخب ياب كانت في مبارة ياب ضد بالاو وكانت النتيجة مزرية كانت النتيجة 7-1 لصالح بالاو في عام 1998

## روابط خارجية
- Yap on www.fedefutbol.net
- The Yap Soccer Association has elected their three delegates to attend the FSMFA General Meeting of Delegates